# Switzerland (South Carolina)
Switzerland ist ein Weiler (Unincorporated Place) im Jasper County im US-Bundesstaat South Carolina. Er liegt nahe der Grenze zum US-Bundesstaat Georgia nahe dem Atlantischen Ozean.
Die nächste größere Stadt Savannah liegt 45 km südlich von Switzerland.
Der Name des Weilers hat seinen Ursprung in der Ansiedlung von Auswanderern rund um Jean Pierre Pury aus der Schweiz, die zunächst im nahen Purrysburg siedelten, dann aber weiter ins Landesinnere zogen.

## Verkehr
Switzerland liegt 6 km südlich von Ridgeland an den U.S. Highway 17. Parallel zur I-17 verläuft eine Bahnstrecke durch den Ort. Der Ort ist von der Interstate 95 über die Ausfahrt 18 erreichbar.